# Абраам Ванакан
Абраам Ванакан (арм. Աբրահամ Վանական), также Артавазд Ванакан (Արտավազդ Վանական) — армянский писатель VIII века. Биографических данных почти не сохранились. Был вардапетом монастыря Ерашхавор (гавар Бзнуник, Туруберан). В 744 году написал своё единственное сохранившееся сочинение «Мученичество Ваана Гохтнеци», посвящённое убийству Ваана Гохтнеци арабами в 737 году. Труд впервые упоминается у Степаноса Таронаци, впоследствии был включён в собрание «Айсмавурк». В «Мученичестве Ваана Гохтнеци» содержатся важные сведения об эпохе арабского ига в Армении.